# ニュースサイト

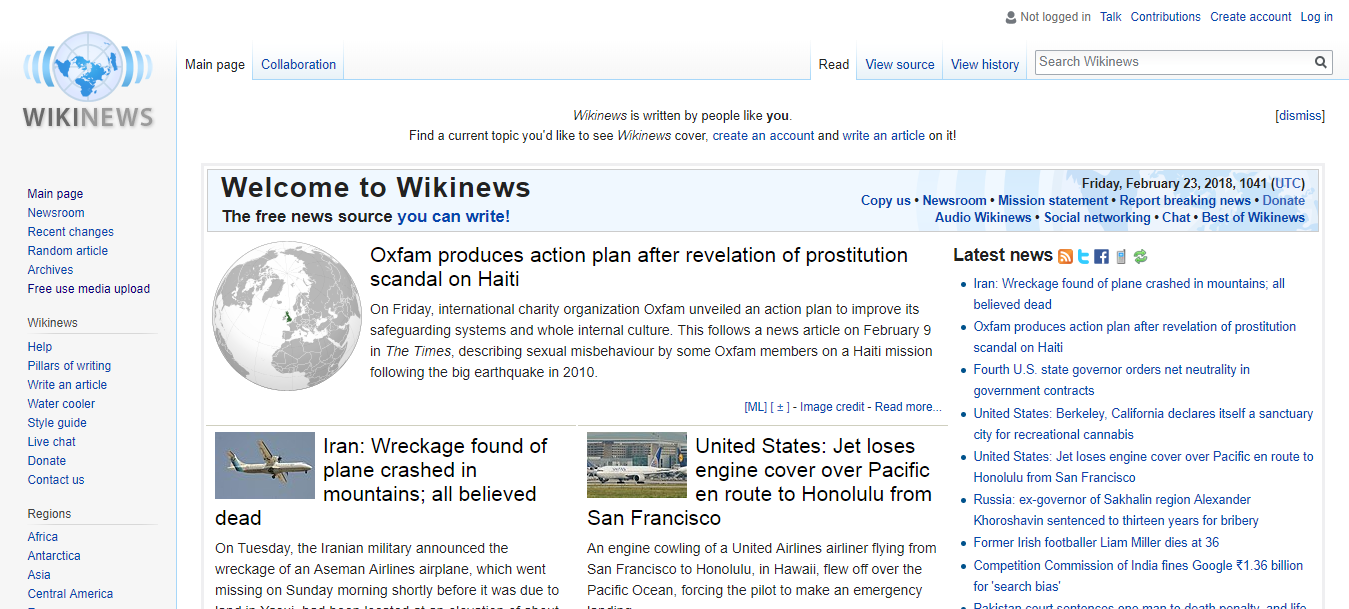
ウィキニュース英語版のメインページ

ニュースサイトとはインターネット上で無料または有料にてニュースを掲載・提供しているウェブサイトの総称。

## 概要
インターネットのニュースサイトには、新聞社やテレビ局などが自社で報道した内容を一定期間提供するものと、新聞社・通信社やテレビ局などと提携しニュースの配信を受けて掲載するタイプがある。
日本の新聞社や通信社のニュースサイトは、英数字にも全角文字を用いることが多いが、これは縦書きで原稿を書いていた習慣が形式として残ったものである。
大半は、一定期間（大半は数週間から1ヶ月程度）を過ぎるとウェブサイト上から参照できなくなるか、無料での閲覧ができなくなる（有料での提供をしている場合がある）。